# LIBIS KB-6 Matajur
LIBIS KB-6 Matajur byl jugoslávský dvoumístný, později třímístný lehký jednoplošník z padesátých let navržený institutem LIBIS (Letecký institut Branko Ivanuš Slovinsko) z Lublaně. Byl pojmenován podle památné hory Matajur (1642 m n. m.) na hranicích mezi Slovinskem a Itálií.

## Vznik a vývoj
Projektová kancelář LIBIS (L -Letalski I-inštitut B-Branko I-Ivanuš S-Slovenija) sdružovala od roku 1947 učitele a studenty lublaňské Vyšší technické školy. KB v názvu letounu znamená: K-konstrukcijski B-biro (konstrukční kancelář). V této kanceláři pod vedením Marjana Slanovce byl konstruktéry v čele s ing. Dušanem Cenerem a za podpory prof. dr. Antona Kuhlje v letech 1951/52 navržen KB-6 Matajur - dvousedadlový lehký turisticko-sportovní letoun. Poprvé vzlétl na Moščanském letišti Brnik v Lublani 4. června 1952 pilotován pplk. Zlatko Rendulićem. Po úspěšném dokončení zkoušek byla v roce 1953 zahájena výroba v letecké dílně Letov-Libis v Lublani. Bylo to první sportovní letadlo vytvořené ve Slovinsku po druhé světové válce. Letadlo bylo vyráběno pro použití v aeroklubech až do poloviny šedesátých let.
Libis 180, který měl nahradit KB-6 Matajur, bohužel nedosáhl popularity svého předchůdce a byl provozován pouze sedm let, od roku 1966 do roku 1973. Sedm z devíti vyrobených letounů skončilo nehodami a ve všech případech byl hlavní příčinou lidský faktor.

## Popis letounu
KB-6 byl používán jako cvičný a sportovní, turistický letoun. Byl to konzolový dolnoplošník s pevným podvozkem a ocasním kolem. Měl uzavřený, dvoumístný kokpit se zdvojeným řízením. Pilot a žák (cestující) seděli vedle sebe. Letadlo bylo smíšené konstrukce, převážně ze dřeva. Profil křídla dle NACA 2415. V roce 1954 byl zaveden třísedadlový model a v roce 1955 byl letoun modernizován do verze LIBIS 160.
Mimo prototypu byl letoun od roku 1953 poháněn v licenci vyráběným motorem Walter/IMR Minor Ј-W-6/III z továrny "21. května", Industrija Motora Rakovica (srbsky Индустрија Мотора Раковица, ИМР) z Bělehradu. První letoun s motorem Walter byl zanesen do leteckého rejstříku na podzim 1953 s imatrikulací YU-CET.

## Použití
V roce 1953 byla zahájena výroba v malém měřítku. V roce 1954 se objevilo třímístné provedení. Později byla vyráběna varianta LIBIS 160. Letadlo bylo hodnoceno jako vhodné pro základní výcvik pilotů, protože bylo stabilní a snadno ovladatelné během všech fází letu. Obě hlavní verze byly použity i pro leteckou akrobacii, vlečení kluzáků a pro seskoky parašutistů. Letoun nebyl jugoslávským letectvem nikdy využit, přestože šest letounů bylo zapsáno do jugoslávského civilního registru. Všechny vyrobené exempláře byly použity výhradně ve slovinské letecké asociaci.

## Dochované exempláře
V bělehradské leteckém muzeu je vystaven letoun výr. č. 177 s imatrikulací YU-CFD. Až do ukončení provozu se využíval v Aeroklubu Celje, odkud byl v roce 1968 převzat do muzejní sbírky.

## Varinaty
- KB-6 Matajur - základní dvoumístná varianta poháněná čtyřválcovým řadovým motorem Rene (Regnier) 4L.00 o výkonu 135 k (101 kW), postaven jeden letoun
- KB-6T Matajur-Trised - třímístná verze poháněná šestiválcovým řadovým licenčním motorem Walter Minor 6 (IMR Minor Ј-W-6/III) 160 k (120 kW), postaveno osm letounů.
- LIBIS 160 - následně vyvinutá verze z KB-6T se šípovitou svislou ocasní plochou, postaveno 11 letounů

## Uživatelé
- Jugoslávie
  - Slovinská letecká asociace mj. YU-CEW (Letalski center Maribor)[8], YU-CFD (Aeroklub Celje)[7]

## Specifikace
Údaje dle

### Technické údaje
- Osádka: 1 pilot
- Kapacita: 1-2 cestující
- Rozpětí: 10,60 m
- Délka: 8,36 m
- Výška: 2,15 m
- Nosná plocha: 14,00 m2
- Hmotnost prázdného letadla: 659 kg
- Vzletová hmotnost: 979 kg
- Plošné zatížení: 70 kg/m2
- Pohonná jednotka:
  - pístový invertní vzduchem chlazený čtyřválcový motor Régnier 4L.00 o výkonu 135 k/100 kW
  - pístový invertní vzduchem chlazený šestiválcový motor Walter Minor 6 (licenční IMR Minor Ј-W-6/III) o výkonu 160 k/120 kW
- Vrtule: dvoulistá dřevěná vrtule s pevným nastavením o průměru 1,95 m

### Výkony
- Maximální rychlost: 222 km/h
- Cestovní rychlost: 200 km/h
- Přistávací rychlost: 88 km/h
- Praktický dostup: 4 500 m
- Dolet: 820 km
- Stoupavost: 3,5 m/s